# Грейзен
Гре́йзен, Ґрейзен (застаріла назва, частіше використовується термін гранітна порода) (рос. грейзен, англ. greisen, нім. Greisen m) — метасоматична гірська порода, що складається переважно з кварцу та світлих слюд — лепідоліту і мусковіту. Іноді присутні турмалін, топаз, флюорит.
Грейзен — гірська порода, яка утворилась в результаті високотемпературного (300—550 °С) метасоматозу й перекристалізації гранітоїдів з участю летких компонентів (F, H, O, Cl).

## Етимологія та історія
Грейзен — це термін із саксонської шахтарської говірки і означає зернисті, переважно сірі породи, які складаються переважно з кварцу.
Описаний німецьким геологом Бернгардом фон Котта у 1867 році.

## Загальний опис
Грейзен — продукт пневматоліто-гідротермальної зміни інтрузивних, ефузивних осадових та метаморфічних гірських порід переважно кислого складу. Складається переважно з кварцу та слюди (мусковіт, біотит, літієва слюда). Крім гол. мінералів Ґ. містить: топаз, флюорит, турмалін, берил, рутил. Зустрічаються також мікроклін, альбіт, андалузит, ґранати, гематит, апатит, графіт, фенакіт, гельвін, бертрандит. Рудні мінерали Ґ. — вольфраміт, молібденіт, бісмутин, танталіт, пірит і інш. нерідко містяться в пром. кількостях. Серед Ґ. відомі родов. руд вольфраму, олова, берилію, молібдену, арсену.
Часто містисть у вигляді вкраплень цінні рудні мінерали (каситерит, вольфраміт, танталіт) в промислових кількостях; в такому випадку розглядається як рудне тіло.
Залягають грейзени звичайно у вигляді неправильних за формою ділянок у гранітних масивах, переважно у крайових частинах та іноді в оточуючих породах.
Грейзени утворюються внаслідок так званої грейзенізації порід, часто по периферії рудних жил і є основною пошуковою ознакою родовищ руд рідкісних металів і кольорового каміння (топаз, берил та ін.). При грейзенізації гранітне, ріолітове або інше кисле кристалічне гірське тіло (слюдяний сланець, гнейс) трансформується у своїх найвищих частинах високотемпературним магматично-гідротермальним, пневматолітичним метасоматом. Багаті газом рідини, що містять флуор, вольфрам, олово та літій, проникають у канали та щілини та перетворюють присутні там польові шпати на кварц, різні типи слюди та каситерит.
Виділяють
- е н д о ґ р е й з е н и, що залягають серед гранітів і розповсюджуються углиб від гранітної покрівлі до 300—500 м та
- е к з о ґ р е й з е н и, що розташовані серед алюмосилікатних порід гранітної покрівлі.

## Поширення
Відомі родовища грейзену в Корнуоллі та в Рудних горах, головним чином у регіонах навколо Альтенберга, Шлаггенвальда (Горні Славков) і Циннвальда, Новий Південний Уельс, Австралія, Лотта, Тасманія, Пітінга, Бразилія, Аляска, США, Нью-Брансвік, Канада, Острів Стюарт, Нова Зеландія.
В Україні грейзен і грейзеноподібні утворення виявлені в контактових зонах лейкократових гранітів Коростеньського, Корсунь-Новомиргородського та Октябрського масивів Українського щита.